# NGC 333B
NGC 333B ist eine Galaxie im Sternbild Walfisch. In der Nähe befindet sich eine weitere Galaxie, für welche die Nummer NGC 333A vergeben wurde.